# Groupe de NGC 3504
Le groupe de NGC 3504 comprend au moins neuf galaxies situées dans la constellation du Petit Lion. La distance moyenne entre ce groupe et la Voie lactée est d'environ 25,1 Mpc (∼81,9 millions d'al). 

## Membres
Le tableau ci-dessous liste les neuf galaxies du groupe indiquées dans l'article de A.M. Garcia paru en 1993.   
| Nom      | Class.      | Type                  | α (J2000.0)   | δ (J2000.0) | Vitesse radiale (km/s) | m    | Distance (Mpc) | Diamètre (kal) |
| -------- | ----------- | --------------------- | ------------- | ----------- | ---------------------- | ---- | -------------- | -------------- |
| NGC 3380 | (R')SBa?    | Spirale barrée        | 10h 48m 12.2s | 28° 36′ 06″ | 1604 ± 1               | 12,5 | 28,1 ± 2,0     | 16             |
| NGC 3400 | SB(s)a?     | Spirale barrée        | 10h 50m 45.5s | 28° 28′ 09″ | 1412 ± 2               | 13,2 | 25,3 ± 1,8     | 41             |
| NGC 3414 | S0 pec      | Lenticulaire          | 10h 51m 16.2s | 27° 58′ 30″ | 1470 ± 1               | 11,0 | 26,1 ± 1,9     | 73             |
| NGC 3418 | SAB0/a?(s)  | Lenticulaire          | 10h 51m 23.9s | 28° 06′ 43″ | 1256 ± 2               | 13,2 | 23,0 ± 1,6     | 34             |
| NGC 3451 | Sd          | Spirale               | 10h 54m 20.9s | 27° 24′ 23″ | 1332 ± 1               | 13,0 | 24,2 ± 1,7     | 57             |
| NGC 3504 | (R)SAB(s)ab | Spirale intermédiaire | 11h 03m 11.2s | 27° 58′ 21″ | 1525 ± 2               | 11,1 | 27,0 ± 1,9     | 33             |
| NGC 3512 | SAB(rs)c    | Spirale intermédiaire | 11h 04m 02.9s | 28° 02′ 13″ | 1373 ± 1               | 12,3 | 19,2 ± 1,4     | 56             |
| UGC 5921 | Sdm?        | Spirale magellanique  | 10h 49m 12.3s | 27° 55′ 40″ | 1406 ± 4               | 14,4 | 25,2 ± 1,8     | 42             |
| UGC 5958 | Sbc         | Spirale               | 10h 51m 15.9s | 27° 50′ 56″ | 1184 ± 1               | 15,1 | 21,9 ± 1,6     | 44             |

Le site DeepskyLog permet de trouver aisément les constellations des galaxies mentionnées dans ce tableau ou si elles ne s'y trouvent pas, l'outil du site constellation permet de le faire à l'aide des coordonnées de la galaxie. Sauf indication contraire, les données proviennent du site NASA/IPAC. 